# Libanesischer Elite Cup 2002
Der Libanesische Elite Cup 2002 war die siebte Austragung des Fußballturniers. Die vier besten Mannschaften aus der libanesischen Premier League und die beiden Pokalfinalisten nahmen teil. Titelverteidiger war der Nejmeh Club. Nejmeh Club hat sich mit einem 4:3-Sieg im Elfmeterschießen im Finale gegen Al Ahed zum vierten Mal den Titel gesichert.

## Qualifizierte Mannschaften
| Verein           | Platzierung der Saison 2001/02 |
| ---------------- | ------------------------------ |
| Nejmeh Club      | Erster                         |
| Hekmeh FC        | Zweiter                        |
| Tadamon Sur Club | Dritter                        |
| Shabab al-Sahel  | Vierter                        |
| al-Ansar         | Achter & Pokalsieger           |
| al Ahed          | Neunter & Pokalfinalist        |

## Gruppenphase

### Gruppe A
| Pl. | Verein           | Sp. | S | U | N | Tore    | Diff. | Punkte |
| --- | ---------------- | --- | - | - | - | ------- | ----- | ------ |
| 1.  | Nejmeh Club      | 2   | 1 | 1 | 0 | 005:100 | +4    | 04     |
| 2.  | al Ahed          | 2   | 0 | 2 | 0 | 003:300 | ±0    | 02     |
| 3.  | Tadamon Sur Club | 2   | 0 | 1 | 1 | 002:600 | −4    | 01     |

| Datum             |             | Ergebnis  |                  |
| ----------------- | ----------- | --------- | ---------------- |
| Sa, 21. Sep. 2002 | Nejmeh Club | 4:0 (0:0) | Tadamon Sur Club |
| Sa, 28. Sep. 2002 | al Ahed     | 2:2 (0:1) | Tadamon Sur Club |
| Di, 1. Okt. 2002  | Nejmeh Club | 1:1       | al Ahed          |

### Gruppe B
| Pl. | Verein          | Sp. | S | U | N | Tore    | Diff. | Punkte |
| --- | --------------- | --- | - | - | - | ------- | ----- | ------ |
| 1.  | Shabab al-Sahel | 2   | 2 | 0 | 0 | 003:000 | +3    | 06     |
| 2.  | al-Ansar        | 2   | 1 | 0 | 1 | 002:200 | ±0    | 03     |
| 3.  | Hekmeh FC       | 2   | 0 | 0 | 2 | 000:300 | −3    | 0      |

| Datum             |           | Ergebnis  |                 |
| ----------------- | --------- | --------- | --------------- |
| Fr, 20. Sep. 2002 | al-Ansar  | 2:0 (1:0) | Hekmeh FC       |
| So, 29. Sep. 2002 | al-Ansar  | 0:2 (0:2) | Shabab al-Sahel |
| Mi, 2. Okt. 2002  | Hekmeh FC | 0:1 (0:1) | Shabab al-Sahel |

## Finalrunde
|  | Halbfinale | Halbfinale      | Halbfinale |  |  | Finale | Finale      | Finale |
|  |            |                 |            |  |  |        |             |        |
|  |            |                 |            |  |  |        |             |        |
|  | A1         | Nejmeh Club     | 10 (3)E    |  |  |        |             |        |
|  | B2         | al-Ansar        | 0 (2)      |  |  |        |             |        |
|  |            |                 |            |  |  | A1     | Nejmeh Club | 1 (4)E |
|  |            |                 |            |  |  | A2     | al Ahed     | 1 (3)  |
|  | A2         | al Ahed         | 4          |  |  |        |             |        |
|  | B1         | Shabab al-Sahel | 1          |  |  |        |             |        |
|  |            |                 |            |  |  |        |             |        |

E Sieg im Elfmeterschießen

### Halbfinale
| Datum            |                 | Ergebnis              |          |
| ---------------- | --------------- | --------------------- | -------- |
| Sa, 5. Okt. 2002 | Nejmeh Club     | 0:0 n. V. (3:2 i. E.) | al-Ansar |
| So, 6. Okt. 2002 | Shabab al-Sahel | 1:4 (1:3)             | al Ahed  |

### Finale
| Datum             |             | Ergebnis                         |         |
| ----------------- | ----------- | -------------------------------- | ------- |
| Sa, 12. Okt. 2002 | Nejmeh Club | 1:1 n. V. (1:1, 1:1) (4:3 i. E.) | al Ahed |